# Орєшек
Фортеця Орє́шек (рос. Орешек, дореф. Орѣшекъ; у давніх літописах городъ Орѣховъ; швед. Nöteborg — Нотебург) — давня новгородська фортеця на Оріховому острові у витоку річки Нева, навпроти міста Шліссельбург у Ленінградській області. Заснована в 1323 році, з 1612-го до 1702-го належала шведам.
Раніше фортеця була з'єднана зі Шліссельбургом поромною переправою, зараз на маршрутах фортеця — Шліссельбург і фортеця — Селище імені Морозова туристів перевозять приватники на катерах, ходять часто й регулярно.

## Історія

### У складі Землі Новгородської (1323—1468)

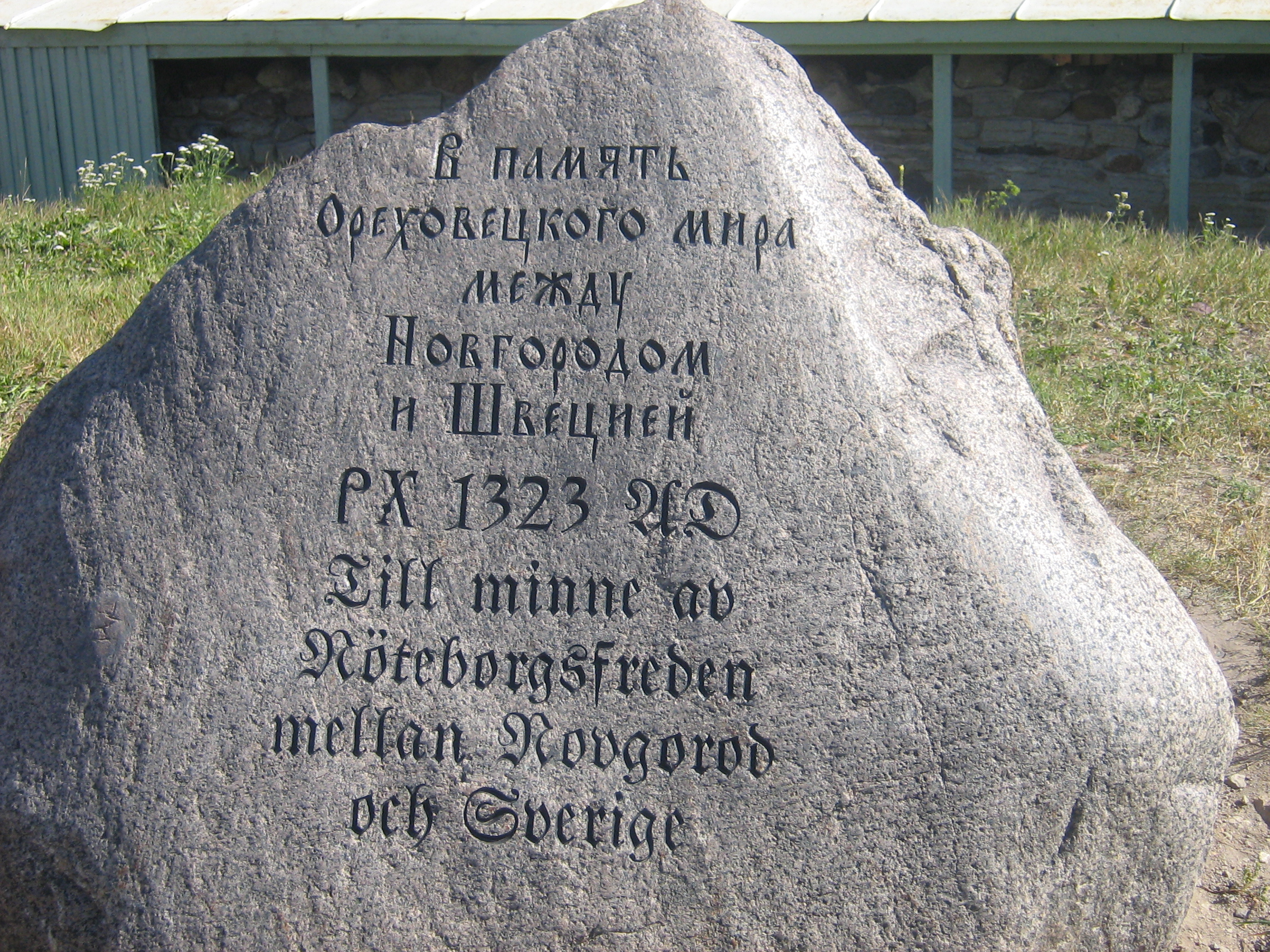
Камінь, встановлений у фортеці на пам'ять про Оріхівський мир

Фортеця Орєшек (буквально «Горішок») отримала своє ім'я від назви Оріхового острова, на якому її заснував у 1323-му князь Юрій Данилович, онук Олександра Невського. У тому ж році на острові було укладено перший договір новгородців зі шведами — Оріхівський мир. Новгородський літопис говорить про це так:
|  | У рік 6831 (1323 від Р.Х.) ходили Новгородці з князем Юрієм Даниловичем у Неву й поставили місто на верховині Неви на Оріховому острові; туди ж приїхали посли великі від Шведського короля та уклали мир вічний з князем і з Новим го́родом по старому миту… Оригінальний текст (ст.-слов.) Въ лѣто 6831 (1323 от Р. Х.) ходиша Новгородци съ княземъ Юрієм Даниловичемъ в Неву и поставиша городъ на усть Невы на Орѣховомъ острову; ту же пріехавше послы великы от Свейского короля и докончаша миръ вѣчный с княземъ и с Новымъ городомъ по старои пошлинѣ… |

У 1333 році місто й фортеця передані в отчину литовському князю Наримунту, який ставить сюди свого сина Олександра (Оріхівський князь Олександр Нарімунтович). При цьому Орешек стає столицею удільного Оріхівського князівства. Нарімунт жив здебільшого в Литві, й у 1338-му він не з'явився на заклик Новгорода захистити його від шведів і відкликав свого сина Олександра. Пізніше в Орєшку був узятий шведами в полон новгородський боярин-дипломат Козьма Твердиславич. У 1349 році, відбивши фортецю у шведів, тут посаджений воєвода Яків Хотов. У 1352-му побудовані кам'яні стіни. 1384-го син Наримунта Патрикій Наримунтович (родоначальник князів Патрикеєвих) був запрошений у Новгород і прийнятий з великими почестями й отримав місто Оріхів, Корельський городок (Корелу), а також Луське.

### У складі Московського князівства (1468—1612)
У XV ст., після підпорядкування Новгородської землі Московському князівству, фортецю було повністю перебудовано. Пізніше аж до 1612 року місто-фортеця Орєшек була центром Оріховецького повіту у Водській п'ятині Новгородської землі. Під час російсько-шведських війн неодноразово були здійснені напади з боку Швеції. Одним із таких нападів був штурм Орєшка в 1582 році, провал якого призвів до укладення миру в Лівонській війні.

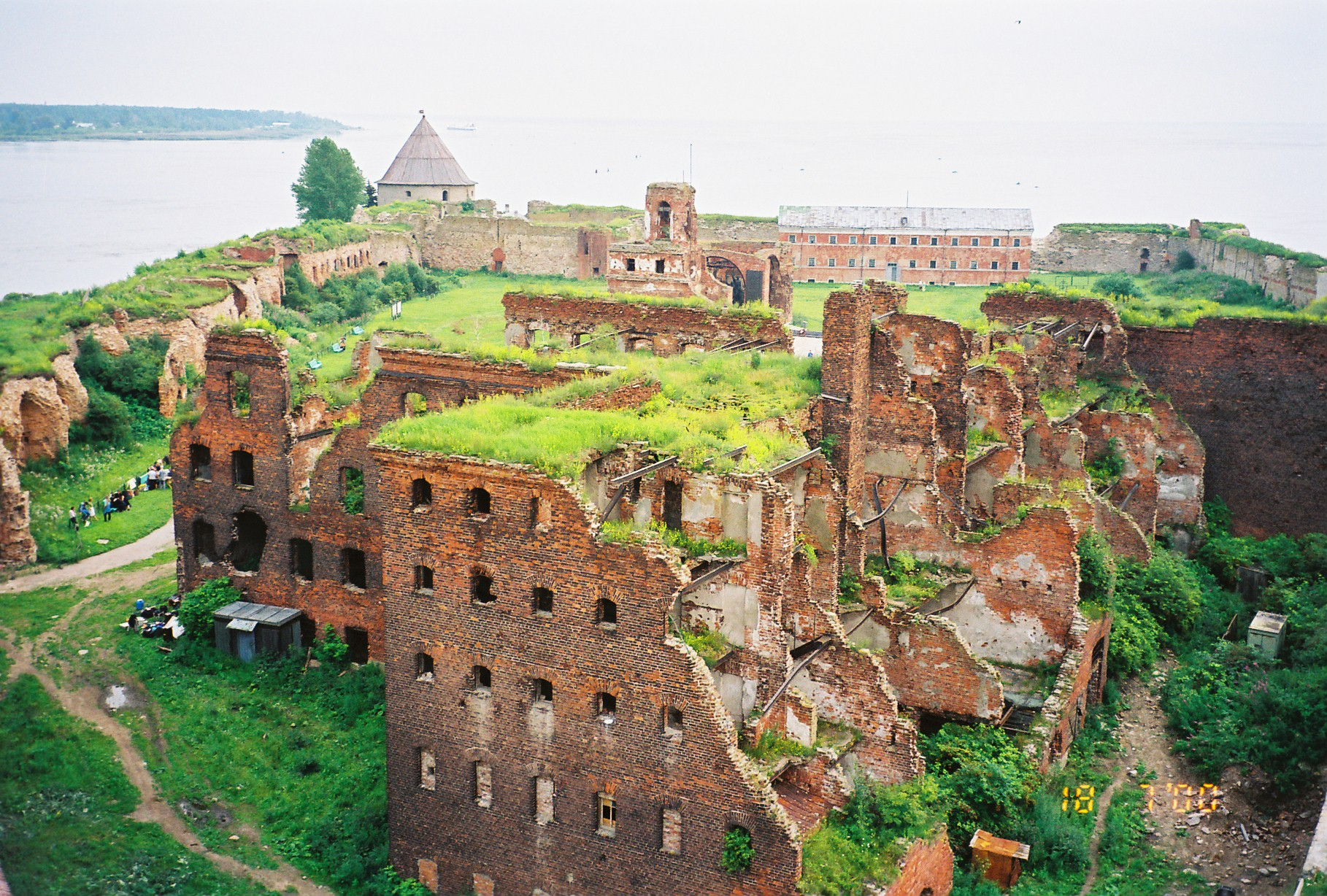
Внутрішній вид фортеці. Руйнування спричинені головним чином боями під час Другої світової війни

### У складі Швеції (1612—1702)

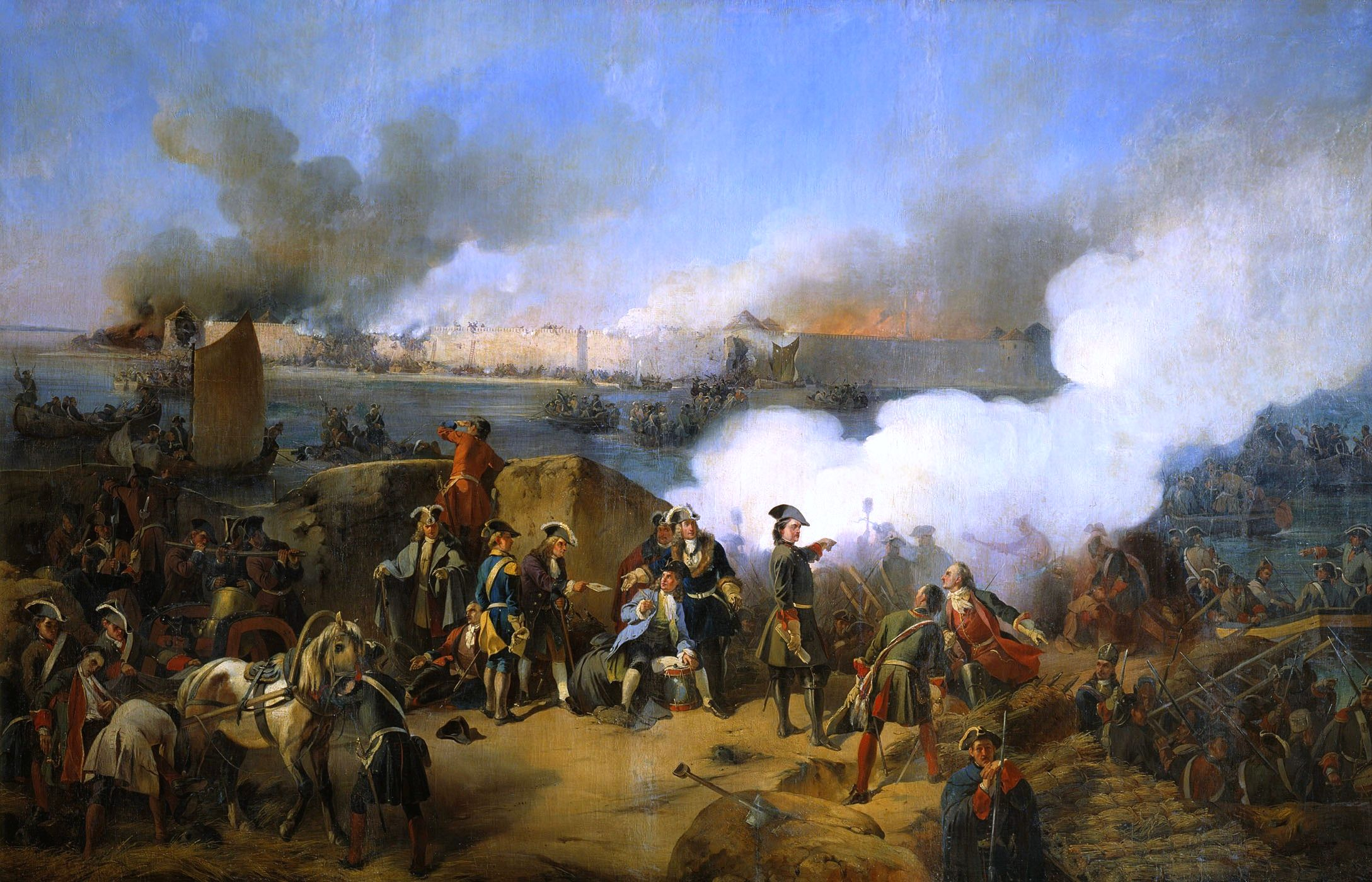
Штурм фортеці Нотебург 11 жовтня 1702. Коцебу, 1846-й

У вересні 1611 року запрошені в Московське царство шведські війська під проводом Якоба Делагарді обложили фортецю, і в травні 1612-го взяли її змором. З 1300 захисників фортеці в живих залишилося близько 100 осіб, але, вмираючи від голоду, вони так і не здалися. Шведи назвали фортецю — Нотебург (Оріхове місто). Згідно з легендою, захисники фортеці замурували в стіну ікону Казанської Божої Матері в надії на те, що вона допоможе повернути росіянам їхню землю.

### У складі Росії (з 1702)
У ході Північної війни московське військо під командуванням Бориса Шереметьєва 11 жовтня 1702 року обложило фортецю та здобуло перемогу. В облозі особисто брав участь Петро I на посаді бомбардир-капітана.
Правда, що вельми жорсткий цей горіх був, проте ж, слава Богу, щасливо розгризений… Артилерія наша дуже чудово справу свою виправила.
— писав тоді Петро I думному дяку Андрію Вініусу. На честь цієї події відлили медаль із написом: «Був у неприятеля 90 років». Тоді ж фортецю перейменовано на Шліссельбург — «Ключ-місто».

## В'язниця

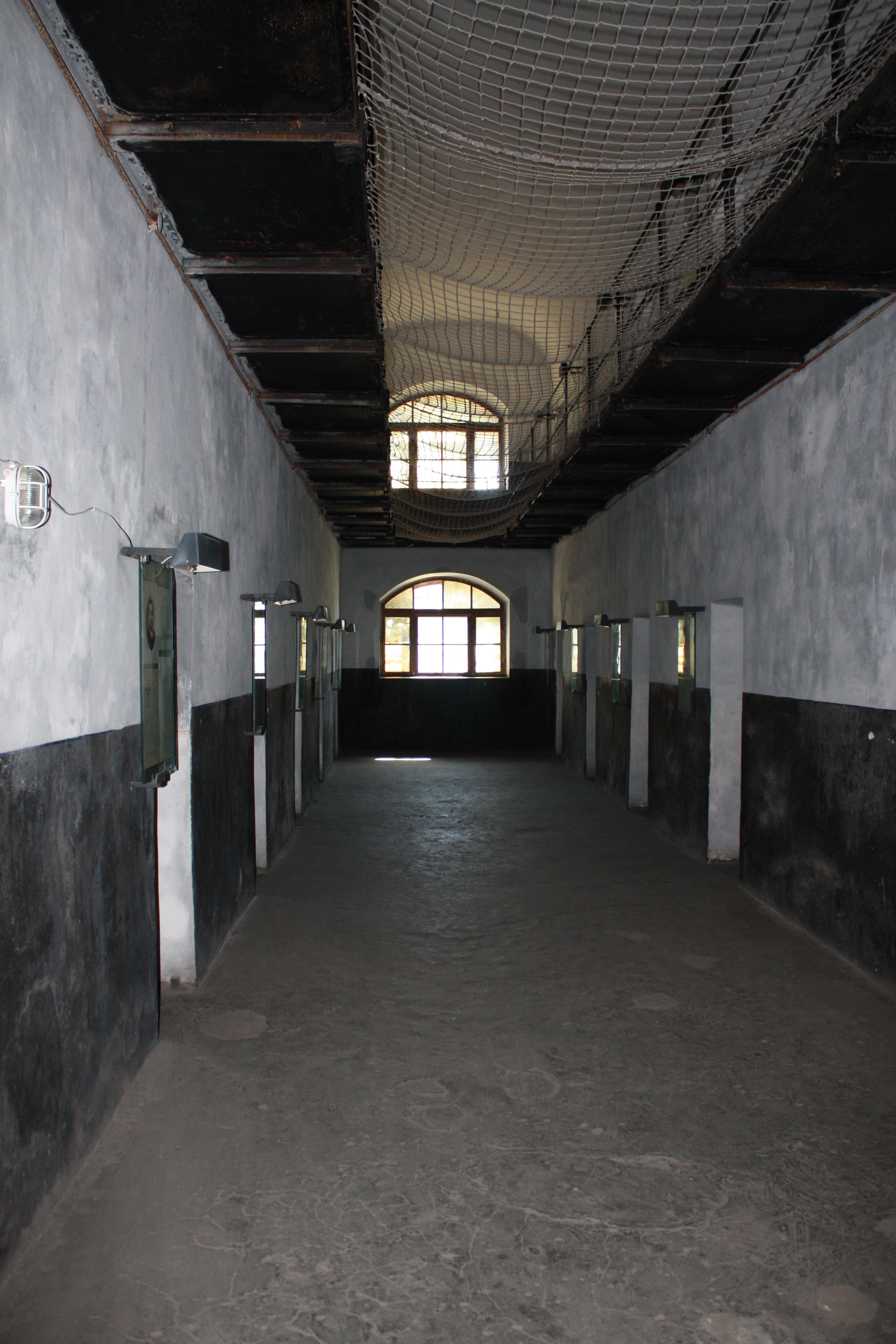
«Нова в'язниця»

З початку XVIII ст. фортецю стали використовувати як політичну в'язницю. Першим знаменитим в'язнем фортеці стала сестра Петра I Марія Олексіївна (1718—1721), а в 1725 році тут було ув'язнено Євдокію Лопухіну, його першу дружину. У фортеці утримувався й у 1764 році був убитий під час спроби звільнення імператор Іван VI.
У 1798 році за проєктом архітектора Патона було збудовано «Секретний дім», в'язнями якого в 1826-му стали багато декабристів (Іван Пущин, Вільгельм Кюхельбекер, брати Бестужеви та інші).
З 1907 року Орєшек слугував центральною каторжною в'язницею (каторжним централом). Розпочалася реконструкція старих і спорудження нових корпусів. До 1911 року було закінчено 4-й корпус — найбільшу будівлю фортеці, де було влаштовано 21 загальну та 27 одиночних камер. У фортеці утримувалося багато знаменитих політичних злочинців (особливо народників та есерів) і терористів. Тут було страчено Олександра Ульянова (брата Леніна), що вчинив замах на Олександра III.

### Відомі в'язні
| - Авель (Васильєв) - Бакунін Михайло Олександрович - Бестужев Михайло Олександрович - Бестужев Микола Олександрович - Бірон Ернст Йоганн - Богданович Юрій Миколайович | - Волкенштейн Людмила Олександрівна - Голіцин Дмитро Михайлович - Долгоруков Василь Володимирович - Жук Юстин Петрович - Імператор Іоанн Антонович - Корбелецкій Федір Іванович | - Кюхельбекер Вільгельм Карлович - Лопухіна Євдокія Федорівна - Мінаков Єгор Іванович - Морозов Микола Олександрович (революціонер) - Новиков Микола Іванович - Карл Піпер | - Пущин Іван Іванович - Рокоссовський Костянтин Костянтинович - Романова Марія Олексіївна - Ростов Наум Мойсейович - Ульянов Олександр Ілліч - Фігнер Віра Миколаївна - Людвікас Янавічюс |

## Друга світова війна
Фортеця дуже сильно постраждала в ході Другої світової війни. У 1941—1943 рр. протягом 500 днів невеликий гарнізон із бійців 1-ї дивізії військ НКВС і моряків 409-ї морської батареї Балтійського флоту обороняв фортецю від німецьких військ, яким не вдалося переправитися на правий берег Неви, замкнути кільцеблокади Ленінграда та перерізати дорогу життя. На території фортеці міститься братська могила, у якій поховані 24 радянських воїни, загиблих при обороні. Героїчним захисникам фортеці присвячений меморіальний комплекс, відкритий 9 травня 1985 року.

### Клятва захисників фортеці
- Ми, бійці фортеці Горішок, клянемося захищати її до останнього.
- Ніхто з нас за будь-яких обставин не залишить її.
- Звільняються з острова: на час — хворі й поранені, назавжди — загиблі.
- Стоятимемо тут до кінця.

## Архітектура
6 серпня 2010 року дерев'яний намет Головіної вежі фортеці повністю згорів від пожежі, що виникла після прямого влучання блискавки.

## Галерея

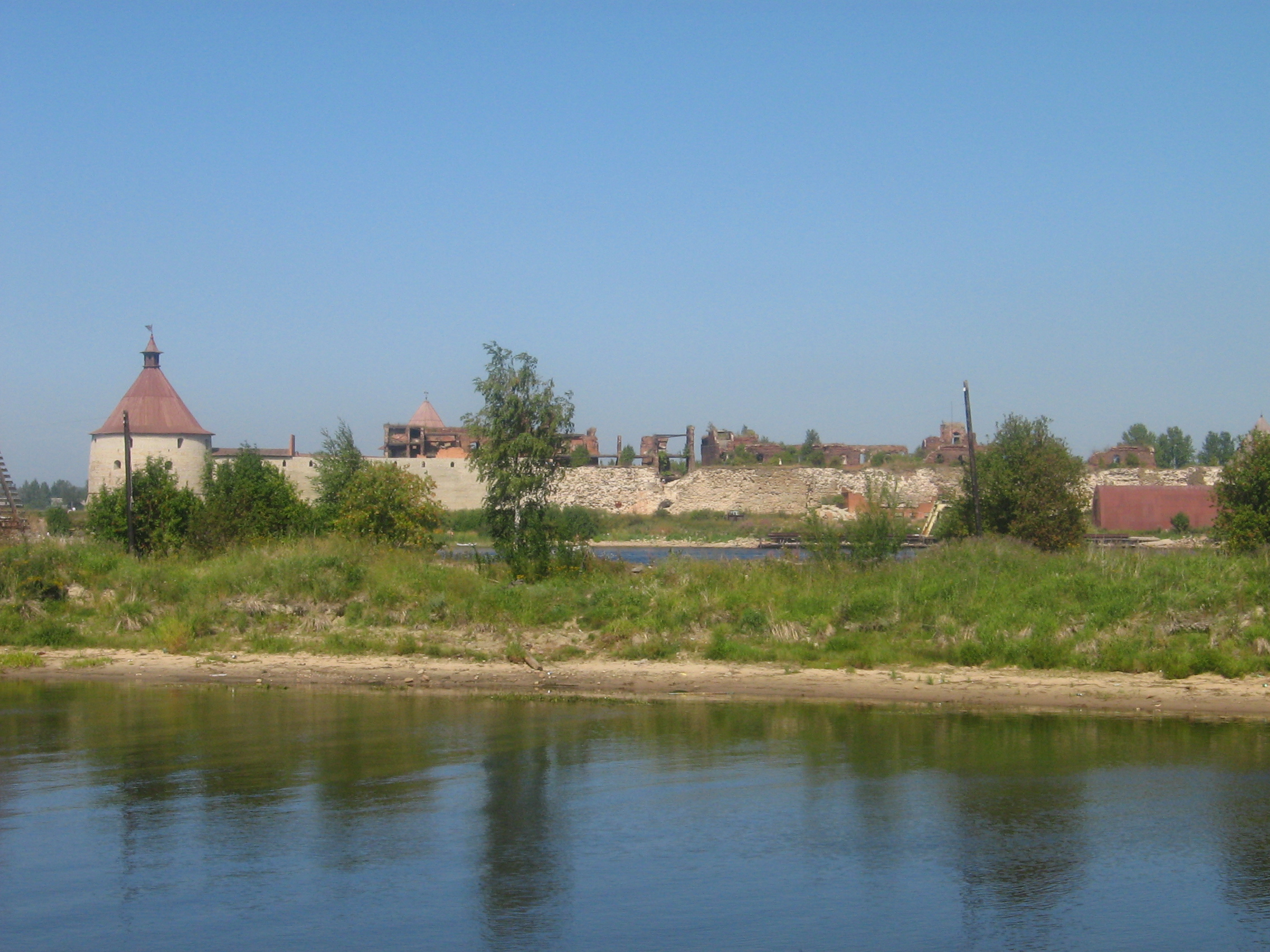
Фортеця Орешек — вигляд із лівого берега Неви
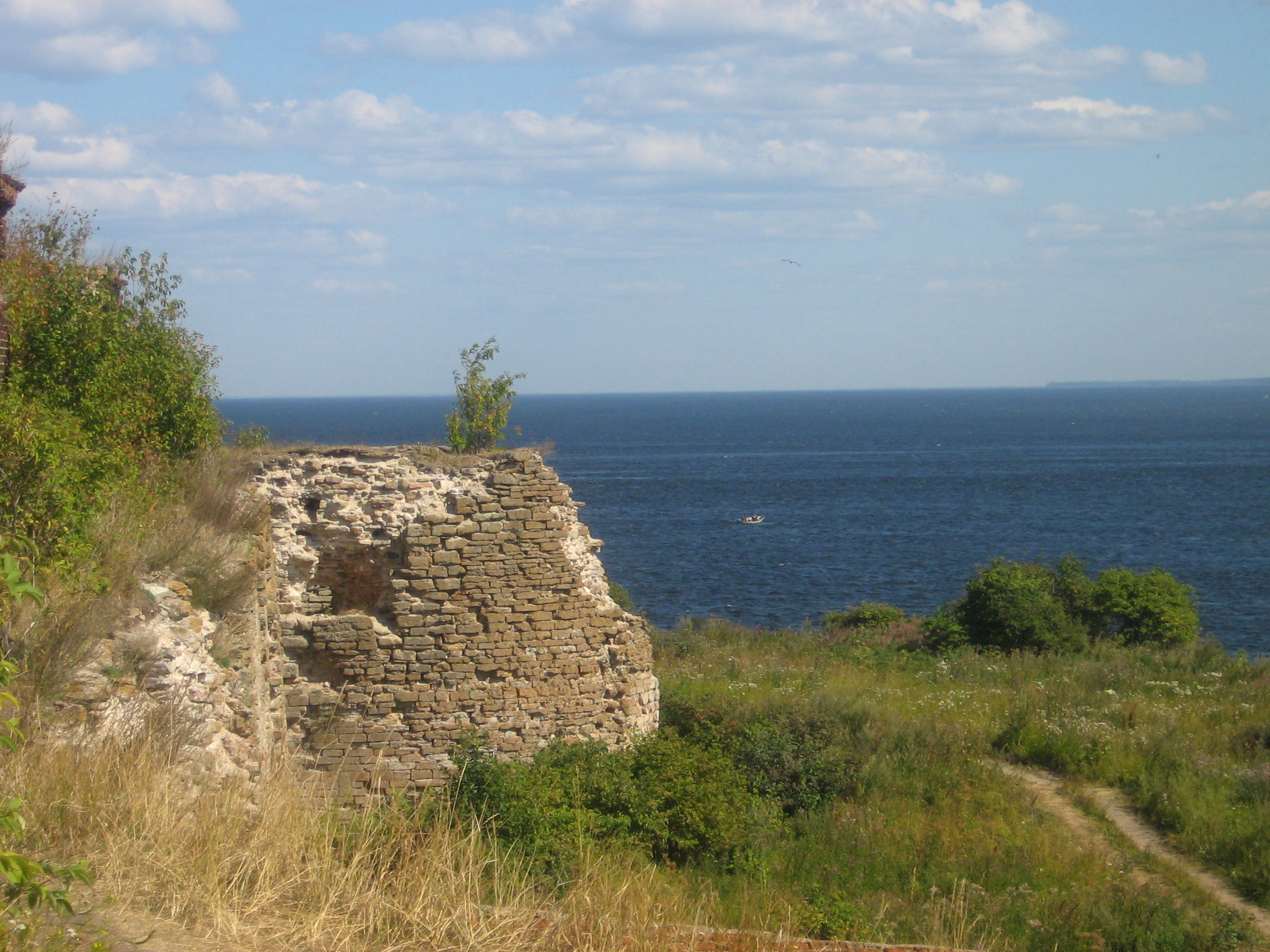
Вид із фортечної стіни на Ладозьке озеро
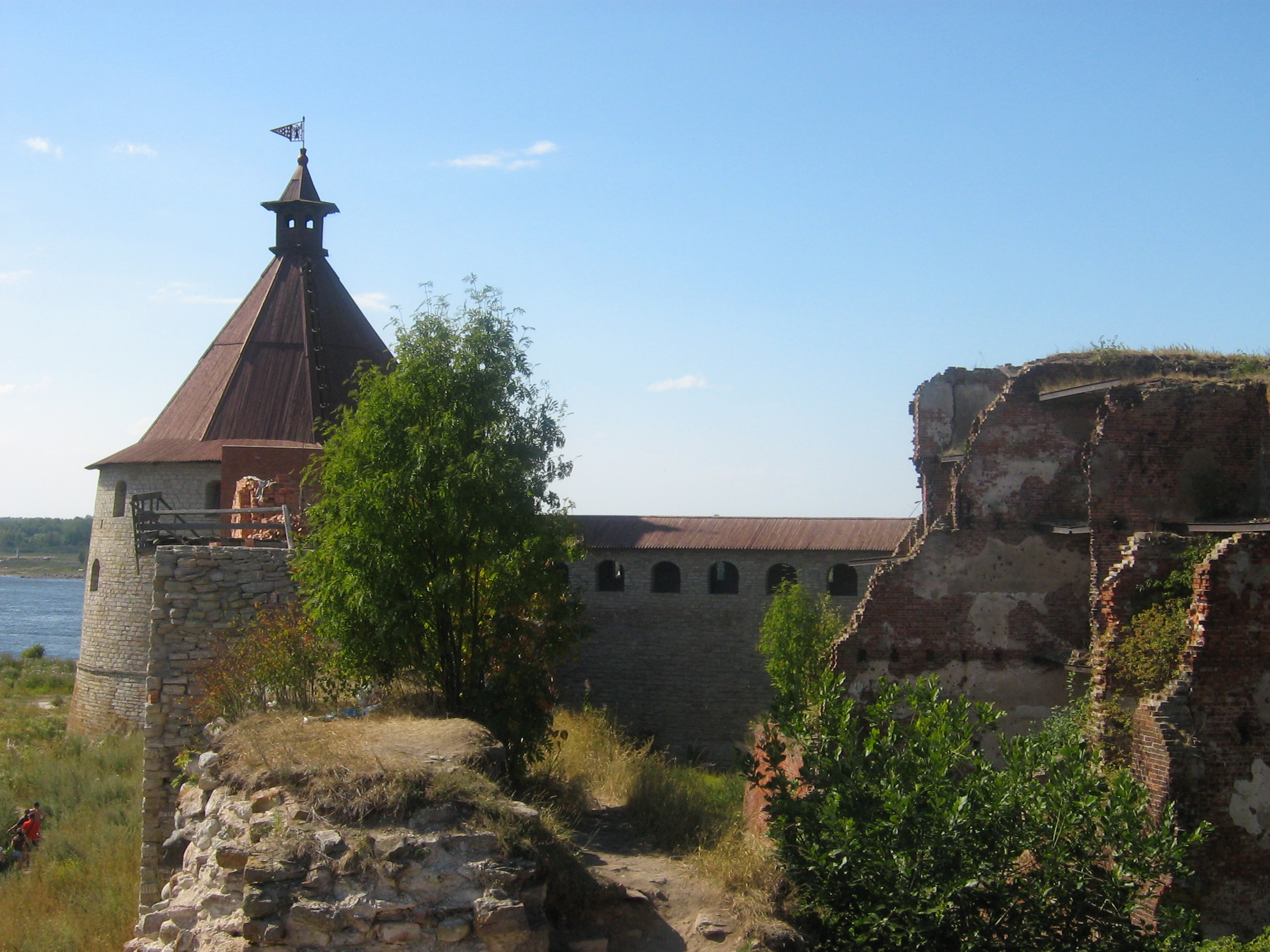
Вид із фортечної стіни
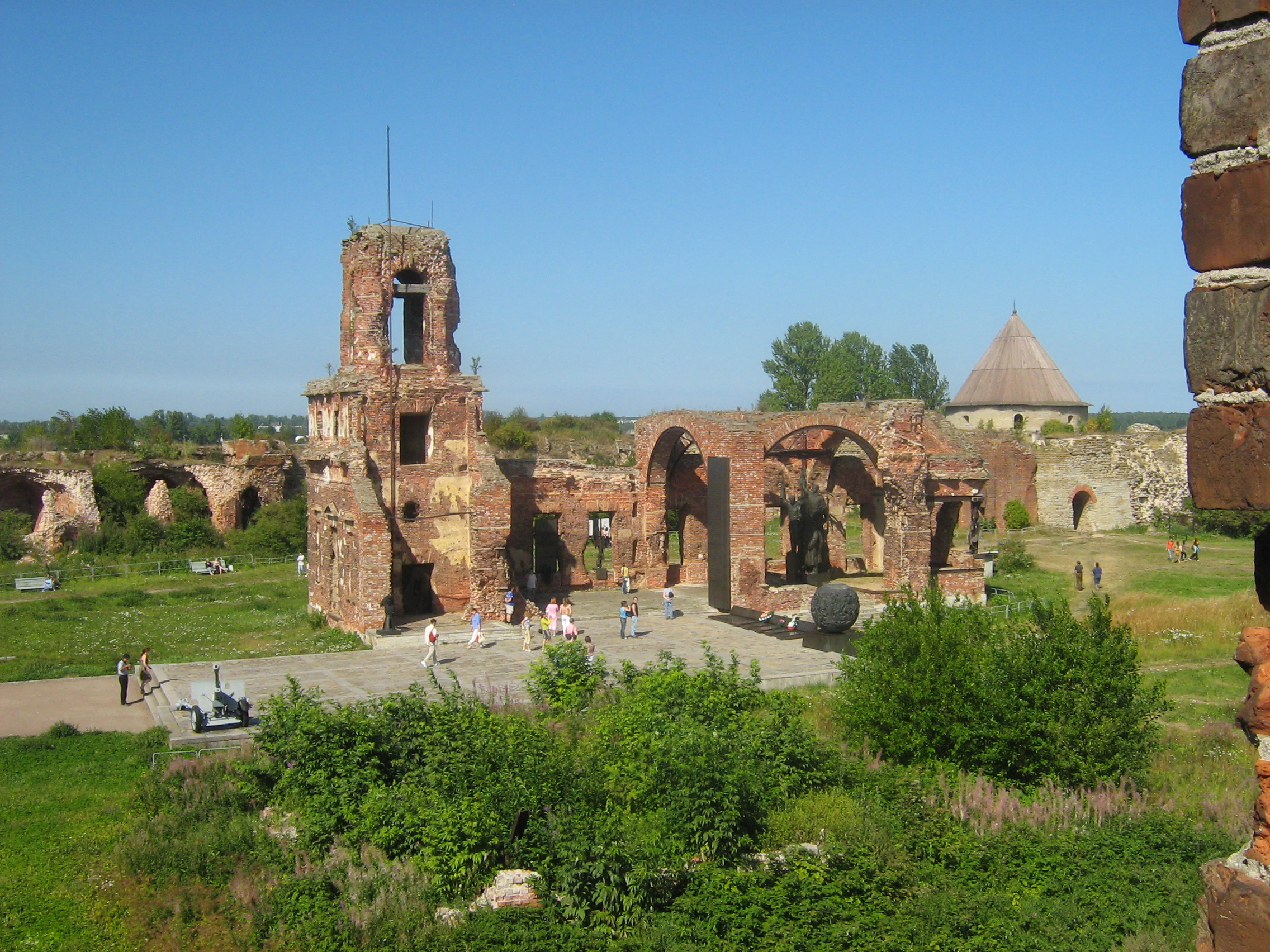
Церква, зруйнована в роки Другої світової війни